# L'Appel du 18 Juin
Pour les articles homonymes, voir Appel du 18 Juin (homonymie).
L'Appel du 18 Juin est un téléfilm français réalisé par Félix Olivier et diffusé en 2010. Il relate l'appel du 18 Juin lancé en 1940 à la BBC par le général de Gaulle pour continuer le combat après l'invasion allemande en France, en Belgique, aux Pays-Bas. Ce téléfilm a été diffusé sur France 2 dans le cadre de la collection Ce jour-là, tout a changé.

## Synopsis
L'Appel du 18 Juin relate les journées qui ont précédé l'appel du 18 Juin, entrecoupées d’images d’archives sur la voix off de Michel Vuillermoz/De Gaulle citant des extraits des Mémoires de guerre. Le film s'appuie aussi sur des témoignages des acteurs de ces journées.
17 mai, bataille de Montcornet : le colonel de Gaulle et ses chars font reculer les Allemands. Le général Georges lui refuse de poursuivre l'offensive, mais de Gaulle est promu général de brigade.
6-7 juin, Paris : remaniement dans le gouvernement de Paul Reynaud ; de Gaulle est nommé sous-secrétaire d'État à la Guerre.
8 juin, QG de l'État-major : de Gaulle présente à Maxime Weygand, nouveau général en chef des armées, un plan de repli sur la Bretagne pour continuer la guerre. Weygand réplique que c’est du délire et prône un repli à Bordeaux, prélude à la cesser.
9 juin, appartement de Paul Reynaud : de Gaulle veut défendre Paris et se replier sur la Bretagne, contre le maréchal Pétain (vice-président du conseil) qui veut abandonner Paris et partir à Bordeaux ; l’option bretonne, dit Reynaud, n’est viable que si Churchill y envoie ses unités : de Gaulle doit partir sans délai le convaincre.
9 juin, Londres, 10 Downing Street. Churchill refuse son aviation à de Gaulle mais lui promet des divisions pour le 22 juin : « trop tard », dit de Gaulle.
10 juin, Paris, présidence du Conseil : Weygand veut faire signer une demande d’armistice à Reynaud, de Gaulle s’y oppose. À Weygand qui lui demande ce qu’il propose, de Gaulle répond que le gouvernement ne propose pas, il ordonne. Reynaud refuse de signer.
11 juin, Touraine, château du Muguet : Weygand a fait venir (sans prévenir Reynaud) Churchill à la rencontre du gouvernement pour lui faire accepter un armistice séparé ; Churchill refuse, l’accord signé le 25 mars l’excluant. La ligne « défendre Paris » pour donner aux Britanniques le temps d’arriver et la ligne « signer l’armistice » s’opposent.
14 juin, Bordeaux, hôtel du gouvernement : aux côtés de Georges Mandel, ministre de l'Intérieur, de Gaulle propose d’embarquer le gouvernement et les troupes en Afrique du Nord ; Reynaud l’envoie rencontrer Churchill pour qu’il contribue à l’opération.
15 juin, Carantec (en Bretagne) : en route pour trouver un avion à Brest, de Gaulle s’arrête pour saluer sa femme et ses enfants, réfugiés à Carantec ; il leur annonce qu’ils devront trouver un lieu plus sûr avant l’arrivée des Allemands, pour ne pas être une monnaie d’échange.
16 juin, Londres, hôtel Hyde Park : Jean Monnet (président du Comité franco-britannique pour les achats de matériel) et Charles Corbin, ambassadeur de France à Londres viennent proposer un plan à de Gaulle, qui après un bref débat s'y rallie : fusionner France et Grande-Bretagne dans l’Union Franco-Britannique. Ils vont le proposer à Churchill, qui le soumet immédiatement au Cabinet britannique : le projet y est accepté. Informé par téléphone, Reynaud le présentera au Conseil des ministres français.
16 juin, Bordeaux, hôtel du gouvernement : de retour, de Gaulle apprend que le Conseil des ministres a repoussé le projet ; Reynaud a démissionné, Pétain le remplace. Georges Mandel prévient de Gaulle que le gouvernement Pétain va faire arrêter ses opposants. Reynaud demande à de Gaulle de raccompagner le lendemain à l’aéroport le général anglais Spears, dont la mission n’a plus lieu d’être.
17 juin, aéroport de Bordeaux-Mérignac : de Gaulle fait ses adieux à Spears au pied de l’avion, mais sa voiture le suit en bout de piste et l’avion lui laisse le temps de monter pour rejoindre Londres.
17 juin, Londres, 10 Downing Street : Churchill accueille de Gaulle, qui demande à répondre sur la BBC à l’allocution de Pétain. Lord Halifax, ministre des Affaires étrangères, veut ménager Pétain, et Churchill le suit.
18 juin, 7 h : de Gaulle rédige le texte de l’appel. Puis il le lit à Spears, qui demande des changements. De Gaulle repasse voir Churchill pour le convaincre de l’importance de parler le jour même, avant l’annonce de l’armistice. Churchill accepte. De Gaulle peaufine le texte et le fait taper.
18 juin, 18 h : de Gaulle enregistre l’appel. Halifax le bloque. Churchill arrive et donne une leçon de politique à de Gaulle : Halifax tient à une phrase ménageant le gouvernement de Pétain, et de Gaulle ne doit appeler que les militaires à le rejoindre, pour ne pas s'opposer frontalement au gouvernement en place. L’appel aménagé est diffusé et écouté en Grande-Bretagne et en France.
Le film s'achève sur le rappel de la condamnation à mort du général de Gaulle à la demande du gouvernement de Pétain, et celui de la condamnation à mort de Pétain à la Libération, peine qui sera commuée en détention à perpétuité par de Gaulle.

## Fiche technique
- Scénario : Laurent Herbiet, Philippe Madral
- Durée : 96 min
- Pays :  France
- Diffusion : 8 juin 2010 sur France 2

## Distribution
Telle que présentée à l'écran :
- Michel Vuillermoz : Charles de Gaulle
- Christian Rodska (en) : Winston Churchill
- Clément Roussier : lieutenant Geoffroy Chodron de Courcel
- Peter Hudson : général Spears
- David Lowe : Lord Halifax
- Michel Bompoil : Paul Reynaud
- Philippe Hérisson : Roland de Margerie
- François Lescurat : Dominique Leca
- Alain Mottet : Maréchal Pétain
- André Penvern : généralissime Weygand
- John Arnold : Paul Baudouin
- Éric Naggar : Georges Mandel
- Sophie-Charlotte Husson : Hélène de Portes, maîtresse de Paul Reynaud
- Judith Henry : Yvonne de Gaulle
- Sandrine Blancke : Élisabeth de Miribel
- Jacques Bouanich : Jean Monnet
- Philippe Bertin : Charles Corbin, ambassadeur de France à Londres